# Parallel World Pharmacy
Isekai Yakkyoku (jap. 異世界薬局) ist ein japanischer Online-Fortsetzungsroman von Liz Takayama, der von 2015 bis 2023 erschien und seither in mehrere andere Medien umgesetzt wurde. Adaptionen als Light Novel, Manga und Anime wurden international als Parallel World Pharmacy bekannt. Die Isekai-Geschichte dreht sich um einen Pharmazeuten, der in einer Fantasy-Welt wiedergeboren wird und dort die moderne Pharmazie einführt.

## Inhalt
Als weltberühmter Forscher widmet sich Kanji Yakutani der Entwicklung neuer Medikamente. Ihn treibt noch immer der Tod seiner kleinen Schwester an, für deren Krankheit es keine Medikamente gab. Doch Yakutani überarbeitet sich so sehr, dass er im Labor an Erschöpfung stirbt. Er erwacht als ein zehnjähriger Junge in einer ihm unbekannten Welt wieder. Das Dienstmädchen Charlotte Soller kümmert sich um ihn und erklärt, dass er Farma de Médicis sei, Sohn einer adeligen Pharmazeutenfamilie, der von einem Blitz getroffen wurde. In dieser Welt sind Pharmazeuten hochrangige Adelige, die ihre Kunst für andere Mitglieder ihres Standes ausüben, und Farma ist der Sohn des hochrangigen Bruno de Médicis. Die Pharmazie ist eng mit der ebenfalls nur von Adeligen ausgeübten Magie verknüpft, wirkt für Yakutani, der nun die Identität von Farma annimmt, aber noch rückständig. Nachdem es ihm wieder besser geht, setzt Farma seinen Unterricht bei Eléonore Bonnefoi fort, einer Schülerin ihres Vaters. Dabei wird schnell klar, dass Farma zwar nicht mehr weiß, wie er seine Magie richtig kontrolliert, aber seine Kräfte ins Unermessliche gewachsen sind. Eléonore bekommt Angst und flieht. Erst mit einigen Mühen kann Farma ihr Vertrauen wiedergewinnen. Denn er ist auf ihre Hilfe, diese Welt zu verstehen, angewiesen und lässt sich weiter von ihr ausbilden.
Bald bemerkt Farma auch, dass er viel mächtigere und vielfältigere Magie beherrscht als die Anderen. Jede Substanz, deren Struktur er sich vorstellen kann, kann er auch aus dem Nichts erschaffen und kontrollieren. Als seine kleine Schwester Blanche an Windpocken erkrankt, kann er ihr so ein ihm aus seinem früheren Leben bekanntes Medikament herstellen und sie heilen. Zu seinem Schutz hält er dies aber noch vor seinem Vater geheim. Dann reisen sie beiden an den kaiserlichen Hof. Kaiserin Elisabeth II. leidet seit langem an der Schwindsucht, gegen die es hier keine Heilung gibt. Farmas Vater kann nur ihr Leiden lindern. Schließlich hält der Junge die Situation nicht mehr aus und verspricht der Kaiserin Heilung. Während ihm alle anderen misstrauen, setzt die Kaiserin Vertrauen in ihn. Nachdem sein Vater ihn bei der Herstellung des Medikaments zur Rede stellt, muss Farma ihm gegenüber einräumen, dass er über besondere – aus des Vaters Sicht göttliche – Fähigkeiten verfügt, seit er vom Blitz getroffen wurde. Farma kann der Kaiserin das Medikament herstellen und erklärt zugleich ihr und der Hofgesellschaft die Krankheit, was allgemeines Erstaunen und Bewunderung für das junge Genie auslöst.
Als die Kaiserin wieder geheilt ist, schenkt sie Farma zum Dank die Erlaubnis, eine Apotheke zu eröffnen und lässt sie auch gleich für ihn bauen. Mit der zusätzlichen Unterstützung seines Vaters, der die Fähigkeiten seines Sohnes inzwischen hoch achtet, richtet sich der Junge die Apotheke ein, die er sich in seinem früheren Leben immer erträumt hat. Ellen und Lotte folgen ihm als Mitarbeiter in seine neues Geschäft mit dem Namen „Parallelwelt-Apotheke“. Zunächst finden sie wenig Kundschaft, da die Bürgerlichen das Geschäft eines Adeligen meiden und der Adel sich lieber direkt ins Haus liefern lässt. Erst durch die Entwicklung einiger Kosmetika wird die Parallelwelt-Apotheke beliebt und auch die Wirkung ihrer Medikamente wird bald geschätzt. Es wird sogar eine Tochtergesellschaft für die Kosmetika gegründet. Mit den eingesessenen bürgerlichen Apothekern steht man jedoch immer noch im Streit und es wird versucht, Farmas Erfolg zu sabotieren. Seine Kräfte wecken zudem die Aufmerksamkeit der Kirche. Deren Anomalie-Inquisition lockt Farma in eine Falle. Ihre Aufgabe ist es, alle Menschen mit zu ungewöhnlichen Kräfte, die böse Geister seien, zu vernichten. Doch Farmas Kraft ist so groß und er zugleich so gutmütig, dass sie ihn als Mensch gewordene Gottheit Yakutani ansehen. Der Anführer der Inquisitoren, Salomon, wird von Farma vor dem Tod durch eine Verletzung gerettet. Nach seiner Genesung lässt sich Salomon in die Stadt Farmas als Bischof versetzen, um ihn zu schützen und reich zu beschenken.

## Literarische Veröffentlichungen
Die Geschichte erschien zunächst als Online-Fortsetzungsroman auf der Plattform Shōsetsuka ni Narō. Das erste Kapitel wurde im Juni 2015 veröffentlicht, das letzte im September 2023. Eine Umsetzung als Light Novel wurde von Kadokawa Shoten ab Januar 2016 herausgegeben. Der zehnte und letzte Band erschien im Januar 2024. Die Illustrationen stammen von keepout.
Eine als als Manga startete im November 2016 im Online-Magazin ComicWalker. Text und Zeichnungen stammen von Sei Takano. Kadokawa Shoten brachte die Kapitel auch gesammelt in bisher elf Bänden heraus (Stand: Oktober 2024). Eine deutsche Übersetzung erscheint seit Juni 2024 bei Tokyopop in bisher fünf Bänden (Stand Juni 2025). Übersetzerin ist Noreen Adolf. Eine englische Fassung erscheint bei One Peace Books.
Der dritte und der vierte Band des Mangas gelangten mit je über 25.000 und über 23.000 Verkäufen innerhalb einer Woche in die japanischen Manga-Verkaufscharts. Zum gesamten Franchise waren Anfang 2024 über 2,3 Millionen Exemplare im Umlauf.

## Animeserie
Bei Studio Diomedéa entstand eine Umsetzung als Anime-Fernsehserie. Die Drehbücher schrieb Wataru Watari und Regie führte Keizō Kusakawa. Das Charakterdesign stammt von Mayuko Matsumoto und die künstlerische Leitung lag bei Tomoyasu Hosoi. Für die Kameraführung war Yasuyuki Itou verantwortlich und die Tonarbeiten leitete Yayoi Tateishi.
Der Anime wurde im Juli 2021 erstmals angekündigt. Die zwölf Folgen mit je 23 Minuten Laufzeit wurden vom 10. Juli bis 25. September 2022 von den Sendern AT-X, Tokyo MX, BS NTV und Kansai TV in Japan ausgestrahlt. Parallel dazu erfolgte die internationale Veröffentlichung über die Plattform Crunchyroll per Streaming. Zunächst erschienen untertitelte Fassungen, unter anderem auf Deutsch, Englisch, Russisch, Französisch, Spanisch und Portugiesisch. Später folgten lokalisierte Fassung auf Englisch, Spanisch und Deutsch. Die deutsche Version wurde vom 31. Juli bis 16. Oktober 2022 veröffentlicht.

### Synchronisation
Die deutsche Synchronfassung entstand bei TNT Media in Potsdam unter der Regie von Martin Irnich. Die Dialogbücher schrieben Dirk Talaga und Melina Rustler.
| Rolle                     | japanische Stimme (Seiyū) | deutsche Stimme  |
| ------------------------- | ------------------------- | ---------------- |
| Farma de Médicis          | Aki Toyosaki              | Sarah Alles      |
| Eléonore „Ellen“ Bonnefoi | Reina Ueda                | Franziska Trunte |
| Charlotte „Lotte“ Soller  | Kaede Hondo               | Anni C. Salander |
| Bruno de Médicis          | Kenji Nomura              | Frank Kirschgens |
| Blanche de Médicis        | Maria Naganawa            | Jamie-Lee Blank  |
| Kaiserin Elisabeth II.    | Shizuka Itō               | Annkathrin Bundz |

### Musik
Die Musik der Serie komponierten Satoshi Hōno und Tatsuya Katō. Das Vorspannlied ist Musōteki Chronicle von Kaori Ishihara und für den Abspann verwendete man das Lied Hakū von Little Black Dress.